# Stemwede
Stemwede è un comune di 13 140 abitanti della Renania Settentrionale-Vestfalia, in Germania.
Appartiene al distretto governativo di Detmold ed è parte del circondario di Minden-Lübbecke (targa MI).